# Carnage Park
Carnage Park (polski tytuł telewizyjny Park makabry) to amerykański film fabularny z 2016 roku, napisany i wyreżyserowany przez Mickeya Keatinga. Opowiada historię młodej kobiety, uprowadzonej przez bandytę. Nieoczekiwanie jej porywacz ginie, a ona sama staje się obiektem polowania w niebezpiecznej grze z psychopatą. W filmie w rolach głównych wystąpili Ashley Bell, Pat Healy i Alan Ruck. Światowa premiera projektu odbyła się 26 stycznia 2016 w trakcie Sundance Film Festival. 1 lipca 2016 obraz ukazał się w serwisach typu VOD, a także trafił do kin na terenie Stanów Zjednoczonych. Odbiór filmu przez krytyków był mieszany, lecz skłaniał się ku pozytywnemu.

## Fabuła
Rok 1978. Opuszczając bank, Vivian zostaje uprowadzona przez parę bandytów. Młoda kobieta uczestniczy w ucieczce przed policją. Nieoczekiwanie jej porywacze zostają zabici przez psychopatycznego weterana wojny wietnamskiej. Mężczyzna planuje stoczyć z bohaterką śmiertelną grę pośrodku pustyni. Vivian walczy o życie.

## Obsada
- Ashley Bell − Vivian
- Pat Healy − Wyatt Moss
- Alan Ruck − szeryf Moss
- James Landry Hébert − Scorpion Joe
- Larry Fessenden − Travis
- Michael Villar − Lenny
- Bob Bancroft − pan Oates/kierownik banku
- Andy Greene − Spike
- Graham Skipper − Peter
- Darby Stanchfield

## Recenzje
Film zebrał mieszano-pozytywne recenzje. Agregujący recenzje filmowe serwis Rotten Tomatoes, w oparciu o dwanaście omówień, okazał Carnage Park 58-procentowe wsparcie. Albert Nowicki (witryna His Name Is Death), odwołując się do stylistyki retro, jaką przyjął reżyser kręcąc projekt, pisał: "Przy jednoczesnym szacunku do Mickeya Keatinga nie jestem w stanie uznać Carnage Park za film udany. W kwietniowym Darling tropy stylistyczne wyraźnie odzwierciedlały środki wyrazu artystycznego, jakimi operowali wielcy lat 60. i 70., a brak umiaru w schizofrenicznym montażu dźwięku i obrazu pozostawał zgodny ze stanem umysłowym tytułowej bohaterki. W Carnage Park niewiele znajdziemy cech zespalających film z takimi klasykami, jak Wzgórza mają oczy czy Pułapka na turystów, a kunszt reżyserski Keatinga – którego odmówić mu nie można – nadaje projektowi cechy współczesnego art house’u prędzej niż brudnego grindhouse’u." Chuck Bowen, dziennikarz współpracujący z serwisem Slant Magazine, uznał, że "film stanowi wariację na temat Teksańskiej masakry piłą mechaniczną, nakręconą w sposób godny Roba Zombie, Quentina Tarantino i Ti Westa". Bowen wydał obrazowi ocenę w postaci . Scott Weinberg (nerdist.com) ocenił film na cztery i pół na pięć możliwych punktów, chwaląc przede wszystkim "niepokojącą" ścieżkę dźwiękową, "bezceremonialnie kreatywny" styl wizualny oraz nieprzewidywalność scenariusza.

## Nagrody i wyróżnienia
- 2017, iHorror Awards:
  - nominacja do nagrody iHorror w kategorii najlepszy film grozy[6]
  - nominacja do nagrody iHorror w kategorii najlepszy reżyser filmu grozy (wyróżniony: Mickey Keating)[6]
  - nominacja do nagrody iHorror w kategorii najlepsza aktorka w filmie grozy (Ashley Bell)[6]